# 灯白樱蛤
灯白樱蛤（学名：Macoma lucerna），是帘蛤目樱蛤科白樱蛤属的一种。主要分布于中国大陆，常栖息在潮间带。